# 亚硒酸铈(III)
亚硒酸铈(III)是一种无机化合物，化学式为Ce2(SeO3)3，它的溶度积为(4±0.8)×10−29。

## 制备
它可由弱酸性的氯化铈和亚硒酸钠在溶液中反应得到。三氧化二铈和二氧化硒在水中于100 °C反应，也能得到亚硒酸铈(III)，当二氧化硒过量时，会得到酸式盐CeH(SeO3)2；而硝酸铈(III)和二氧化硒在230 °C的水热反应只会得到亚硒酸铈(IV)。